# غراهام فروتشن
غراهام فروتشن (بالإنجليزية: Graham Fortune)‏ هو دبلوماسي نيوزيلندي، ولد في 13 ديسمبر 1941 في دنيدن في نيوزيلندا، وتوفي في 19 مارس 2016 في أوكلاند في نيوزيلندا.